# Markus Korhonen
Markus Korhonen, född 1983 i Göteborg, är en svensk dartspelare.
Markus främsta bedrift är hans VM-guld i dart vid XIII spelen i Malaysia 2001. Det svenska juniorlandslaget, bestående av Markus och Johanna Ehn, tog hem Sveriges genom tiderna första VM-guld i dart. Laget vann mixedklassen och tog silver i pojksingelklassen, vilket gjorde att man tog hem guld i lagtävlingen för juniorer.